# Albidella acanthocarpa
Albidella acanthocarpa, vrsta močvarne jednosupnice iz porodice žabočunovki. Australski je endem iz Sjevernog teritorija i Queenslanda. Helofit.

## Sinonimi
- Alisma acanthocarpum F.Muell.
- Caldesia acanthocarpa (F.Muell.) Buchenau
- Caldesia oligococca var. acanthocarpa (F.Muell.) Hartog